# Santa Marta (Badajoz)
Santa Marta (auch: Santa Marta de los Barros) ist eine Kleinstadt und eine Gemeinde (municipio) mit 4.145 Einwohnern (Stand: 2024) im Zentrum der spanischen Provinz Badajoz in der Autonomen Gemeinschaft Extremadura.

## Lage
Santa Marta liegt etwa 55 Kilometer südöstlich der Provinzhauptstadt Badajoz in einer Höhe von ca. 325 m.
Das Klima im Winter ist gemäßigt, im Sommer dagegen warm bis heiß; die eher geringen Niederschlagsmengen (ca. 472 mm/Jahr) fallen – mit Ausnahme der nahezu regenlosen Sommermonate – verteilt übers ganze Jahr.

## Bevölkerungsentwicklung
| Jahr      | 1970 | 1981 | 1991 | 2001 | 2011 | 2021 |
| Einwohner | 4062 | 3727 | 4013 | 4102 | 4351 | 4094 |

Der nur leichte Bevölkerungsrückgang in der zweiten Hälfte des 20. Jahrhunderts ist im Wesentlichen auf die Mechanisierung der Landwirtschaft und den daraus resultierenden Verlust von Arbeitsplätzen zurückzuführen.

## Wirtschaft
Die größte Fläche der Gemeinde wird von Weinbergen und Olivenhainen geprägt. Daneben wird Getreide angebaut.

## Sehenswürdigkeiten
- Marienkirche
- Kapelle der Gnade der Jungfrau

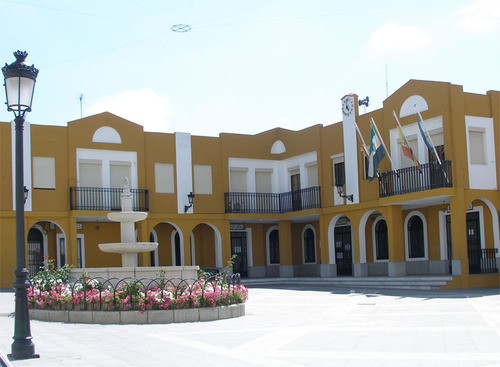
Rathaus